# کار خون
کار خون (به انگلیسی: Blood Work)، فیلمی معمایی مهیج آمریکایی محصول سال ۲۰۰۲، به تهیه‌کنندگی، کارگردانی و نقش‌آفرینی کلینت ایستوود است. این فیلم به نویسندگی برایان هالگلند بر اساس رمانی به همین نام از مایکل کانلی ساخته شده است. کار خون توسط برادران وارنر در ۹ اوت ۲۰۰۲ اکران شد.

## داستان
تری مک کالب بازپرس پلیس در آخرین روزهای خدمتش با پروندهٔ یک سری قتل زنجیره‌ای روبه‌رو شده است که قاتل پس از هر قتل برای وی پیغام می‌گذارد. تری در حین تعقیب قاتل دچار سکته قلبی می‌شود. پس از دو سال تری با عمل پیوند قلب نجات پیدا می‌کند، اما بلافاصله پس از ترخیص از بیمارستان با زنی به نام گرسیلا آشنا می‌شود که مدعی است قلب خواهرش در سینهٔ تری می‌تپد و از تری می‌خواهد که قاتل خواهرش را پیدا کند.

## نقش‌ها
- کلینت ایستوود در نقش تری مک کالب
- جف دانیلز در نقش بادی نون
- آنجلیکا هیوستون در نقش دکتر فوکس
- واندا د خسوس در نقش گرسیلا
- تینا لیففورد در نقش جایه وینستون
- پال رودریگز در نقش کمیسر آرانگو
- دیلن والش در نقش جان والر